# Plan local pour l'insertion et l'emploi
Ne doit pas être confondu avec plie.
Le plan local pour l'insertion et l'emploi (PLIE) est un dispositif mis en œuvre par des collectivités territoriales et des intercommunalités et qui permet de proposer un parcours d'insertion individualisé à ceux qui éprouvent des difficultés à intégrer le monde du travail, notamment les chômeurs de longue durée, les jeunes sans qualification, les bénéficiaires de minima sociaux (RSA, allocation spécifique de solidarité, allocation parent isolé), les handicapés, etc,.
Ces personnes doivent avoir une volonté d’intégrer le dispositif, qui vise à les soutenir dans leur démarche active, et non à se substituer à leurs recherches.[réf. nécessaire]
Fin 2016, il y avait 149 PLIE regroupant 4 400 communes et plus de 19 millions d’habitants.